# Tauț
Tauț, o anche Tăuți (in ungherese Feltót), è un comune della Romania di 1 966 abitanti, ubicato nel distretto di Arad, nella regione storica della Transilvania.
Il comune è formato dall'unione di 4 villaggi: Minișel, Minișu de Sus, Nadăș, Tauț.
L'economia del comune è prevalentemente agricola, tuttavia è presente anche un giacimento di diatomite, ubicato nel territorio del villaggio di Minișu de Sus.
Nel territorio di Tauț si trova un lago artificiale omonimo, attorno al quale sta iniziando a svilupparsi una presenza turistica, con la realizzazione di alcune seconde case.